# اسی کتنا
اسی کتنا (به ایتالیایی: Aci Catena) یک سکونتگاه مسکونی در ایتالیا است که در استان کاتانیا واقع شده‌است.

## خصوصیات
اسی کتنا ۸ کیلومترمربع مساحت و ۲۷٬۶۹۵ نفر جمعیت دارد و ۱۷۰ متر بالاتر از سطح دریا واقع شده‌است.